# كاشفات المعادن ذات التردد المنخفض
التردد المنخفض جداً أو VLF هو تسمية الاتحاد الدولي للاتصالات للترددات الراديوية (RF) في مدى kHz 30-3، المقابلة لأطوال الموجة من 100 إلى 10 كم، على التوالي.
يُعرف النطاق أيضًا باسم نطاق قياس النقص أو موجة قياس النقص حيث تتراوح أطوال الموجات من 1 إلى 10 قياس النقط (وحدة قياس ماعادت مستخدمة تساوي 10 كيلومترات).
نظرًا لعرض النطاق المحدود، يعد الإرسال الصوتي غير عملي للغاية في هذا النطاق، وبالتالي يتم استخدام الإشارات المشفرة ذات معدل البيانات المنخفض فقط. يتم استخدام النطاق VLF لعدد قليل من خدمات الملاحة اللاسلكية، ومحطات راديو الوقت الحكومية (إشارات وقت البث لضبط الساعات اللاسلكية) وللتواصل العسكري الآمن.
نظرًا لأن موجات VLF يمكنها اختراق ما لا يقل عن 40 مترًا (120 قدمًا) في المياه المالحة، يتم استخدامها للتواصل العسكري مع الغواصات.

## خصائص الانتشار
نظرًا لأطوالها الموجية الكبيرة، يمكن أن تنحرف موجات الراديو ذات التردد المنخفض جدا VLF حول عوائق كبيرة وبالتالي لا يتم حظرها بواسطة سلاسل الجبال أو الأفق، ويمكن أن تنتشر كموجات أرضية وفقاً لانحناء الأرض. الموجات الأرضية أقل أهمية من عدة مئات إلى ألف ميل، والطريقة الرئيسية للانتشار لمسافات طويلة هي آلية الدليل الموجي للأرض والغلاف الجوي المتأين.
الأرض محاطة بطبقة موصلة من الإلكترونات والأيونات في الغلاف الجوي العلوي في الجزء السفلي من الأيونوسفير تسمى الطبقة D على ارتفاع 60 إلى 90 كم (37 إلى 56 ميل)، والتي تعكس الموجات الراديوية ذات التردد المنخفض جدا VLF. تشكل الأيونوسفير الموصل والأرض الموصلة «قناة» أفقية بارتفاع أطوال موجية VLF عالية، والتي تعمل كدليل موجي يحصر الموجات حتى لا تتسرب إلى الفضاء. تنتقل الموجات في مسار متعرج حول الأرض، ينعكس بالتناوب مع الأرض والغلاف الأيوني، في وضع مغناطيسي مستعرض.
تتميز موجات الموجات المترية (VLF) بتوهين منخفض جدًا للمسير، من 2 إلى 3 ديسيبل لكل 1000 كم، مع قليل من «الخبو» الذي يحدث عند الترددات الأعلى،  وذلك لأن موجات الموجات المترية ذات التردد المنخفض جدا (VLF) تنعكس من قاع الغلاف الجوي المتأين، بينما تكون أعلى يتم إرجاع إشارات الموجات القصيرة للتردد إلى الأرض من طبقات أعلى في الغلاف الأيوني، وطبقات F1 و F2 ، عن طريق عملية الانكسار، وقضاء معظم رحلتهم في الغلاف المتأين، لذا فهي أكثر تأثرًا بتدرجات التأين والاضطراب. لذلك، تعتبر عمليات إرسال VLF مستقرة وموثوقة للغاية، وتستخدم في الاتصال لمسافات طويلة. وقد تحققت مسافات انتشار من 5000 إلى 20000 كم. [2] ومع ذلك، فإن الضوضاء الجوية عالية في النطاق.
يمكن أن تخترق موجات تردد منخفض جداً مياه البحر إلى عمق لا يقل عن 10 إلى 40 مترًا (30 إلى 130 قدمًا)، اعتمادًا على التردد المستخدم وملوحة الماء، لذلك يتم استخدامها للتواصل مع الغواصات.

## التطبيقات
يمكن استخدام الترددات المنخفضة جدا في تطبيقات عسكرية حيث يستخدم الجيش أجهزة إرسال تردد منخفض جداً قوية للتواصل مع قواته في جميع أنحاء العالم. ميزة ترددات VLF هي المدى البعيد، والموثوقية عالية، والتنبؤ بأن الاتصالات ذات التردد المنخفض جدا في الحرب النووية ستكون أقل تعطلًا بسبب الانفجارات النووية من الترددات الأعلى.
نظرًا لمسافات الانتشار الطويلة وخصائص المرحلة المستقرة، خلال القرن العشرين، تم استخدام نطاق الموجات المترية (VLF) لأنظمة الملاحة الراديوية الزائدية طويلة المدى التي سمحت للسفن والطائرات بتحديد موقعها الجغرافي من خلال مقارنة مرحلة الموجات الراديوية المستلمة من منارة ملاحة.
تاريخيا، تم استخدام هذا النطاق للاتصالات اللاسلكية عبر المحيطات لمسافات طويلة خلال عصر التلغراف اللاسلكي بين عامي 1905 و 1925. قامت الأمم ببناء شبكات من محطات التلغراف الراديوي ذات القدرة العالية LF و VLF التي تنقل المعلومات النصية بواسطة شفرة مورس، للتواصل مع البلدان الأخرى، ومستعمراتها والأساطيل البحرية.
يستخدم الجيوفيزيائيون الإشارات التي تحدث بشكل طبيعي في نطاق الموجات المترية المنخفضة جدا من أجل معرفة موقع البرق بعيد المدى وللبحث في الظواهر الجوية مثل الشفق. يتم استخدام قياسات معينة لاستنتاج الخصائص الفيزيائية للغلاف المغناطيسي.
يمكن لـ VLF أيضًا اختراق التربة والصخور لبعض المسافة، لذلك يتم استخدام هذه الترددات أيضًا لأنظمة اتصالات المناجم عبر الأرض. يستخدم علماء الجيوفيزياء مستقبلات كهرومغناطيسية VLF لقياس الموصلية في السطح القريب من الأرض.

### استخدام تقنية التردد المنخفض جداً في كشف المعادن
التردد المنخفض جدًا (VLF)، المعروف أيضًا باسم توازن الحث، هو على الأرجح أكثر تقنيات الكشف شيوعًا في الاستخدام اليوم ضمن اجهزة كشف المعادن.
تتميز كاشفات التردد المنخفض للغاية (VLF) المصممة للعثور على الذهب بتردد تشغيل أعلى من تلك الخاصة بقطع أثرية من العملات المعدنية. في حين أن التردد المتوسط لكاشف VLF قد يكون له تردد 5-15 كيلو هرتز، اما تلك المصممة لكشف الذهب تكون عادة في نطاق 15-75 كيلو هرتز.
كلما زاد التردد، كلما كان كاشف VLF أفضل في العثور على شذرات صغيرة من الذهب. ويأتي ذلك على حساب العمق، حيث «أجهزة كشف الترددات المنخفضة» ترى أعمق في الأرض.

### شرح مبدأكاشفات المعادنبتقنية التردد المنخفض جدا
في كاشف المعادن الذي يستخدم تقنية الترددات المنخفضة جدا VLF[بحاجة لمصدر] ، هناك وشيعتان كهربائيتان ضمن مايسمى قرص البحث:
• وشيعة الإرسال
وهي الوشيعة الخارجية ضمن قرص البحث  وهي عبارة عن ملف من اسلاك نحاسية ملفوفة عدة لفات. يتم إرسال الكهرباء على طول هذه الاسلاك (عبر الوشيعة)، أولاً في اتجاه واحد ثم في الاتجاه الآخر  آلاف المرات كل ثانية. عدد المرات التي يقوم فيها اتجاه التيار بالتبديل في كل ثانية يحدد تردد الوحدة أو مايسمى تردد البحث ويقاس بالكيلوهرتز.
• وشيعة الاستقبال
تحتوي حلقة القرص الداخلية على ملف الوشيعة المستقبلة المكونة من لفات من الأسلاك. يعمل هذا السلك الملفوف كهوائي لالتقاط وتضخيم الترددات القادمة من الأجسام المستهدفة في الأرض.
كيف يميز كاشف المعادن[بحاجة لمصدر] VLF بين المعادن المختلفة؟ يعتمد على ظاهرة تعرف باسم التحول الطوري. تحول الطور هو الفرق في التوقيت بين تردد ملف المرسل وتردد الجسم الهدف.
يعني هذا بشكل أساسي أن الجسم ذي الحث العالي سيكون له تحول طوري أكبر، لأنه يستغرق وقتًا أطول لتغيير مجاله المغناطيسي. سيكون للكائن ذو المقاومة الكهربائية العالية تحول طوري أصغر وبالتالي يمكن التمييز بين المعادن ومعرفة نوع المعدن حيث تتحول الاشارات الكهربائية المستقبلة إلى إشارة رقمية ويعرض على ششاة الجهاز بشكل رقمي يدل على طبيعة المعدن ان كان معدن حديدي مغناطيسي أو غير مغناطيسي كالذهب والفضة والنحاس.